# ホワイトハウス・ダウン
『ホワイトハウス・ダウン』（White House Down）は、ローランド・エメリッヒ監督、ジェームズ・ヴァンダービルト脚本による2013年のアメリカ合衆国のアクションスリラー映画である。出演はチャニング・テイタム、ジェイミー・フォックス、マギー・ギレンホールである。
アメリカ合衆国では2013年6月28日より劇場公開された。当初は2013年11月2日公開が予定されていた。

## あらすじ

### プロローグ
元軍人のジョン・ケイルは、イーライ・ラフェルソン下院議長の甥である伍長を戦場で助けた縁で、彼の警護を担当する議会警察官の職を得ていた。ジョンの娘エミリーは、現職大統領であるジェームズ・ソイヤーの大ファンであり、ジョンは娘を喜ばせるためにアメリカ合衆国シークレットサービスへの転職を志望していた。
ホワイトハウス見学ツアーへ参加する娘を連れて、シークレットサービスの面接に臨んだジョンだったが、採用担当をしているキャロル・フィナティ次席特別警護官は、彼の大学の同窓でジョンという人物をよく知っており、素行の良くなかった彼の採用をすげなく断る。

### ホワイトハウス陥落
採用面接後、ジョンがエミリーを連れてホワイトハウスへ見学ツアーに訪れていたのと時を同じくして、中東からのアメリカ軍撤退を決議していた議会議事堂が爆破されるというテロ事件が発生する。
アルヴィン・ハモンド副大統領やラフェルソン下院議長らが避難する中、ホワイトハウス内に映画室関係の工事屋として潜り込んでいたエミール・ステンツ率いる武装集団が動き出し、ホワイトハウス内の警護官らの掃討を開始し、またたく間に武器庫を制圧。
シークレットサービスやガードマンらが次々と射殺される中、ジョンはテロリストの襲撃騒ぎではぐれてしまっていた娘を探すため、隙をついて傭兵の一人を倒し、装備を奪ってホワイトハウス内で単独での捜索を始める。

### 警備隊長による謀反
一方、シークレットサービスのリーダーであったマーティン・ジェームズ・ウォーカーが突如離反し、テッド・ホープ警護官ら自身の部下を次々と殺害してソイヤー大統領を拉致しようとする。ウォーカーがテロの首謀者であったことを知り愕然とするソイヤーだったが、偶然、娘を探して近くを通りかかったジョンが現れ、大統領は銃撃戦の末にウォーカーから逃れることに成功し、ジョンと行動を共にすることとなる。
ウォーカーはソイヤーの拉致に失敗するも、ステンツたちに彼を生きたまま確保するように指示しつつ、残っていた閣僚やツアー客の民間人らを手中に収め、ホワイトハウスから離れていたフィナティにホワイトハウスの占拠を宣言し、多額の現金と輸送機を要求。2時間以内に要求が聞き入れられなければ人質を殺害すると宣告する。
「大統領の指示した作戦で軍人だった息子ケビンを失っていた」という過去を持つウォーカーであったが、単に怨恨だけでホワイトハウス制圧に思い至ったのかとジョンとソイヤーは疑問に感じる。

### 脱出と奪還作戦

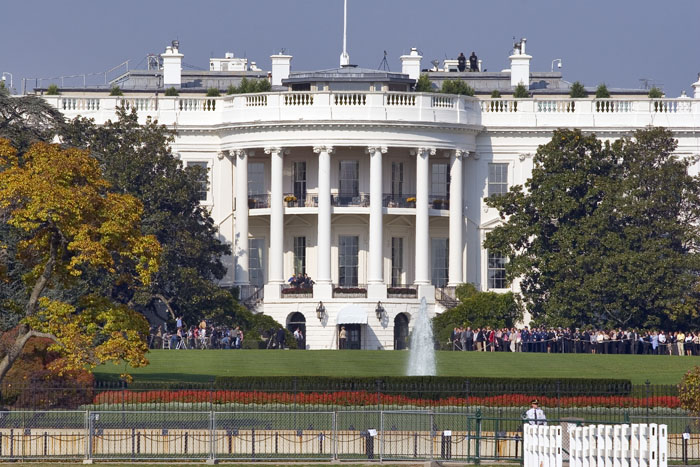
南側（裏）から見たホワイトハウス

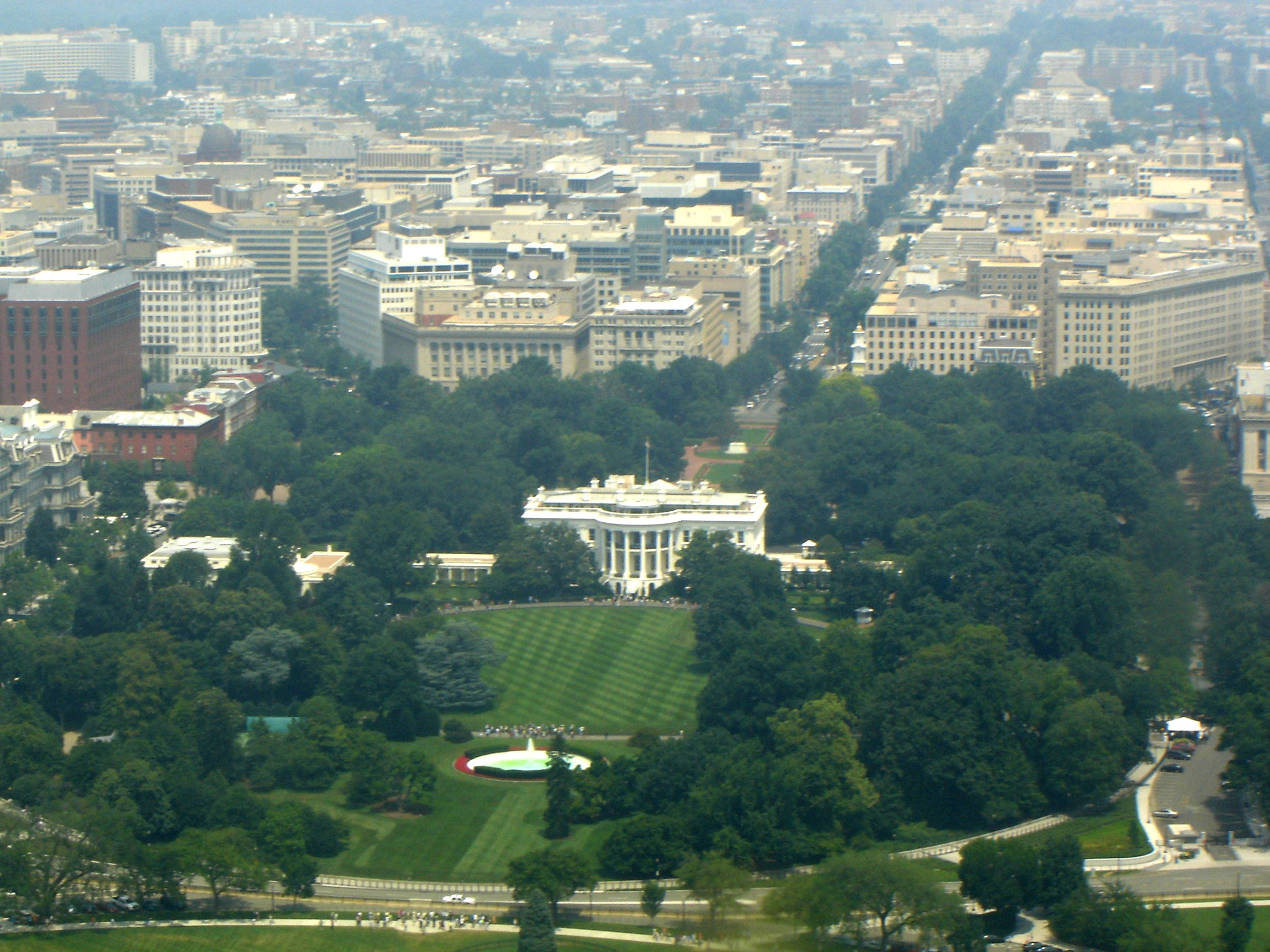
ホワイトハウス周辺

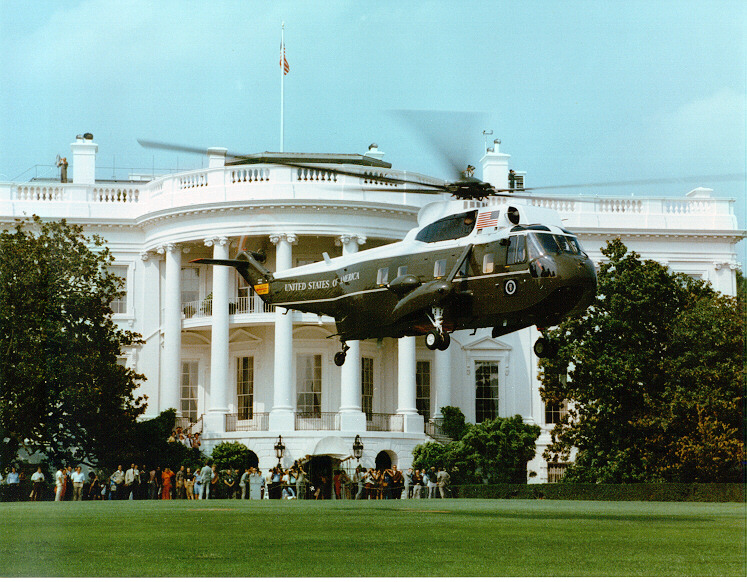
マリーンワン(VH-3D)

ジョンとソイヤーは携帯電話から国防総省と連絡を取り、フィナティからホワイトハウスからの脱出経路の指示を受けて脱出を図る。一方、エミリーがテロリストたちの映像をYouTubeにアップロードしたことで襲撃犯たちの素性が判明してしまい、ステンツたちは激怒する。
ジョンとソイヤーはステンツたちの追撃を交わしつつ地下道から脱出を図るが、出口に爆弾が仕掛けられていたため断念し、大統領専用車に乗り込み地上からの脱出を図る。
しかし、テロリストがエミリーを人質にしたことを知ったジョンは動揺し、テロリストの攻撃で大統領専用車を横転させてしまう。ジョンとソイヤーはグレネードを爆発させて、ウォーカーやステンツから逃げることに成功する。

### 大統領権限の移譲
ソイヤーの生死が不明となったアメリカ政府は、大統領専用機で避難中のハモンド副大統領を合衆国憲法修正第25条第1節第6項（大統領の空席）により大統領に昇格させ、国防総省にいる、コールフィールド統合参謀本部副議長が作戦の指揮権を掌握し、フィナティは追い出されてしまう。
ジョンは負傷したソイヤーを治療した後、一人でエミリーを助け出そうとするが、そこにコールフィールドの命令で出動した救出部隊が到着する。しかし、テロリストが用意した地対空ロケット、ジャベリンの攻撃で部隊が全滅する。
NORADのシステムをハッキングさせたウォーカーは、ミサイルを発射させてエアフォースワンを撃墜する。ハモンド副大統領が死亡したことでラフェルソン下院議長が大統領に昇格し、彼は最終手段としてホワイトハウスの空爆を決定する。
一方、ウォーカーは「エミリーを殺す」と脅してジョンを投降させようとし、彼女を守るためにソイヤーが投降する。ウォーカーは息子の戦死を無駄にしないため、ソイヤーの認証を利用して中東への核攻撃を目論む。ジョンはステンツを倒して大統領執務室に乗り込み、核ミサイルの発射ボタンを押そうとしていたウォーカーを射殺してエミリーを救い出す。

### ホワイトハウスの解放
ジョンはエミリーを逃がし、ウォーカーに撃たれて負傷したソイヤーを助けようとするが、そこに空爆部隊が迫って来る。しかし、エミリーが「大統領旗」を振って攻撃中止を訴えたため、部隊は独自判断で空爆を中止する。ホワイトハウス周辺に集まっていた群衆やマスコミが駆け寄り、エミリーを「今日一番のヒーロー」と賞賛して事件の解決を喜びあう。
一方のジョンは、独自にウォーカーの情報を探っていたフィナティから、ウォーカーを操っていた黒幕がいることを聞かされる。黒幕の正体が、中東からの撤退に反対する軍産複合体の支援を受けていて、現在は大統領職に就いている「ラフェルソン下院議長」だと知ったソイヤーは、ラフェルソンを反逆罪で逮捕する。
事件が解決し、ソイヤー大統領は大活躍をしたジョンを「シークレットサービス」へと勧誘し、エミリー、フィナティ、コールフィールドと共にハミングバードに乗りこみ、空の旅を楽しみながらホワイトハウスを後にする。

## キャスト
※括弧内は日本語吹き替え

### 主要人物
- ジョン・ケイル議会警察官: チャニング・テイタム[5]（鶴岡聡）

元軍人。政治に興味を持っている愛娘のために、ホワイトハウスのシークレットサービスへの就職をしようと考えた。テロ事件に遭遇し、娘を助けるために一人でホワイトハウス内を捜索することになり、大統領を救出して共に立ち向かうことになる。大学を一回退学して、その後、夜間大学に再入学して卒業した過去がある。
- ジェームズ・ソイヤー大統領: ジェイミー・フォックス[6]（平田広明）

黒人の大統領。
- エミリー・ケイル: ジョーイ・キング[7]（小林由美子）

ケイルの娘。11歳。政治に関心を持っている。大統領のファンでもある。

### ホワイトハウス関係者
- イーライ・ラフェルソン下院議長: リチャード・ジェンキンス[8]（世古陽丸）

かつて、甥をジョンに助けてもらったことがある。
- ケラーマン議会警察官: マット・クレイヴン（小島敏彦）
- ドニー: ニコラス・ライト（小森創介） - ツアーガイド。
- メラニー ・ケイル: レイチェル・ルフェーブル[9]（石田嘉代）
- ムルケイ: ロマーノ・オルザリ（松本忍）
- アリソン・ソイヤー: ガーセル・ボヴェイ（行成とあ） - アメリカ合衆国のファーストレディ。

### 副大統領の関係者
- ジェナ: ジャッキー・ギアリー（木下紗華）

副大統領のスタッフ、ケイルの恋人。ケイルの面接の口を利いた。副大統領と共に航空機で上空に待機していたが、テロリストのミサイル攻撃により死亡する。
- アルヴィン・ハモンド副大統領: マイケル・マーフィー[10]（佐々木省三）- テロリストのミサイル攻撃により死亡する。
- ウォレス　副大統領首席補佐官: ピーター・ジェイコブソン（志村知幸）- テロリストのミサイル攻撃により死亡する。

### 軍人
- コールフィールド将軍: ランス・レディック (江川央生)
- ポール・ハットン大尉: アンソニー・レムケ（高瀬右光）
- キャメロン　陸軍大佐: フェイバー・デュアー（宮本克哉）- テロリストの地対空ロケット、ジャブリンの攻撃により死亡する。
- ハミングバード副操縦士(海兵隊少佐): ステファン・パレン(菅原雅芳)

### シークレットサービス
- マーティン・ジェームズ・ウォーカー 大統領警護隊長: ジェームズ・ウッズ[11]（小川真司）

シークレットサービスの警護責任者で、引退間近であった。息子が殺害されたことから、「脅威リスト」を参考にしてテロリストを集めて、大統領と政権に対して復讐を果たそうとした。金銭目的ではなく、前頭葉がガンに侵されており余命は3ヶ月である。終盤、核ミサイルの発射スイッチを押そうとした所を、装甲車で突っ込んできた主人公にガトリングガンで射殺される。
- キャロル・フィナティ次席特別警護官: マギー・ギレンホール[12]（本田貴子）

ケイルとは大学時代の友人。ケイルの面接を行ったが、ケイルの過去の経歴や性格などから不合格を言い渡す。マーティンに一人だけ帰宅するよう言い渡され、テロ事件に巻き込まれずに済んだ。その後、マーティンがテロの首謀者であることに驚愕し、テロ事件の対応に追われることになる。
- テッド・ホープ特別警護官: ジェイク・ウェバー（水内清光） - ウォーカーに裏切られ銃殺される。
- ライアン・トッド特別警護官: ヴァンサン・ルクレール（各務立基）
- リード特別警護官: ヴィクター・コーンフット（赤城進）
- フレッド: クウェシ・ソングイ（木村雅史） - 北ゲート警護員で避難誘導中にテロリストの銃撃で射殺された。

### テロリスト
- エミール・ステンツ: ジェイソン・クラーク[13]（宮内敦士）

テロリストのリーダー。元秘密工作員・元デルタフォース。終盤、主人公と揉みあい、グレネードを首に巻き付けられて爆発して死亡する。
- スキップ・タイラー: ジミ・シンプソン（勝杏里）

テロリストの一人。情報解析するハッカー。元国家安全保障局であり、「キング・オブ・ハッカー」と呼ばれる。
- カール・キリック: ケヴィン・ランキン（咲野俊介）

テロリストの一人。白人至上主義者であり、ステンツの子分。八の字ヒゲで、切れやすい男。終盤、主人公にグレネードを足元に投げられるが、すぐ蹴り返し追いつめるが、後ろからツアーガイドに壺で殴られて失神する。
- ボビー: パトリック・サボンギ（佐々木啓夫）

テロリストの一人。ステンツの10年来の親友。
- リッター: アンドリース・エイパーギス（西村太佑）

テロリストの一人。エミリーを探していたジョンを発見するも銃殺される。
- ヴァディム: アナトリー・ジノヴィエフ（間宮康弘）

テロリストの一人。チェン共に大統領を捜索中に背後に隠れていたジョンと大統領を見つけたがジョンと激しく格闘するも大統領のマシンガンに撃たれ死亡。
- チェン: リー・ヴィルヌーヴ（三宅貴大）

テロリストの一人。ヴァディム共に大統領を捜索中に、背後に隠れていたジョンとソイヤー大統領を見つけたが銃殺される。
- コンラッド・サーン: カイル・ゲートハウス（岩崎了）

テロリストの一人。国会議事堂を爆撃した。キリックの仲間。
- モッツ: フォーク・ヘンチェル (三宅貴大)

テロリストの一人。核の発射計画をステンツに聞かされていない事に腹が立ち、ウォーカーに射殺された。

### その他
- 女性レポーター: タラ・シュワルツ（冨樫かずみ）
- 女性キャスター: ジャネット・ルー（塩谷綾子）
- ロジャー・スキナー: アンドリュー・シムズ（佐藤晴男） - ソイヤー大統領を批判するテレビ番組の政治評論家。
- ミュリエル・ウォーカー: バーバラ・ウィリアムズ（塩田朋子） - マーティン・ウォーカーの妻。

## 製作
『ホワイトハウス・ダウン』はプロデューサーの1人であるジェームズ・ヴァンダービルトの脚本に基づき、ローランド・エメリッヒが監督している。
2012年3月にソニー・ピクチャーズはヴァンダービルトのスペック・スクリプトを300万ドルで購入した。『ハリウッド・リポーター』誌はその脚本を『ダイ・ハード』と『エアフォース・ワン』と同様の「トーンとテーマ」であると書いた。
同年4月、ソニーは監督としてローランド・エメリッヒを雇った。エメリッヒは2012年7月にカナダ・ケベック州モントリオールのラ・シテ・デュシネマで撮影を開始した。
本作のクライマックスで、娘のエミリーが「青い大統領旗」を振るシーンがあるが、一部の広告ではアメリカの国旗「星条旗」になっている。

## 競合作品
2012年にはミレニアム・フィルムズ製作で、同じくホワイトハウス占拠を題材とした『エンド・オブ・ホワイトハウス』のキャスティング・撮影が始まっており、本作のライバルプロジェクトとして注目を集めた。同年に公開されており、両作とも「ホワイトハウスへのテロ攻撃」をテーマにしたアクション映画であり、大統領と共にテロリストを撃退する主人公や、子どもを救出する点など、いくつかの共通点がある。
『エンド・オブ・ホワイトハウス』は元シークレットサービス隊長の主人公による「現場のリアルさ」を重視しているサスペンス・アクション作品なのに対して、『ホワイトハウス・ダウン』はシークレットサービスへの就職を希望する父娘の「親子愛」や「大統領とのコメディー的な掛け合い」を取り入れたヒーロー・アクション映画となっている。
その他のライバル関係の作品については、「競合作品」を参照のこと。

## 興行収入
アメリカとカナダで公開初週末に2,490万ドルを稼ぎ、初登場4位となった。しかし、この数字は当初の予想を下回るものだった。公開第2週の興行収入は1,340万ドルを記録した。
2013年10月、ソニー・ピクチャーズは6月、7月、8月の映画事業の損失の合計が1億9,700万ドルになったことを発表し、「『ホワイトハウス・ダウン』の失敗が大きな原因」と述べている。本作の総製作費1.5億ドルに対して、興行収入2億ドルを稼ぎ出しており、これに「宣伝費」などを含めた際に赤字になったと見られる。